# Pinhoada
A pinhoada também conhecidos por pinhoadas de Álcacer do Sal é um doce popular de feira feito com pinhões, mel ou açúcar. É o doce típico de Alcácer do Sal, Portugal.
Estas são conhecidas pela sua forma em losango com uma cor bem escura e uma textura densa, crocante e peganhenta dai que são sempre vendidos embrulhados em papel grosso, normalmente dois lonsangos por cada dobra do papel para não colarem entre si.